# 王逢时
王逢時（前1世纪—前12年），字季卿，西汉外戚，东平陵（今山东省济南市东）迁居魏郡元城县委粟里，王禁第八子。

## 生平
汉成帝生母皇太后王政君及成帝大将軍王鳳的異母幼弟。河平二年（前27年）与兄4人（王譚、王商、王立、王根）共封列侯（高平侯），人称五侯。
王逢時因为能力不够，不像其兄占据朝廷要職。元延元年（前12年）王逢時去世，谥号戴侯。

## 子
- 王置，元延四年（前9年）袭封高平侯，王莽新朝灭亡时断絶。